# 人生100年時代協議会
一般社団法人人生100年時代協議会（じんせいひゃくねんじだいきょうぎかい、略称：AGE100）は、日本の一般社団法人。医師をはじめとした数百名の有識者と連携し、シニアライフの活性化につながる企業支援、情報発信を行っている。2023年4月、代表理事の移住に伴い解散することが発表され、事業の一部は別会社に移管された。

## 概要
人生100年時代と言われる社会において、人生の後半がより有意義になる商品や情報が溢れる世の中を目指し設立された。
65歳以上のシニアモニターを2,000人以上、医師や介護士などをはじめとした有識者400人以上、ウェブ解析士やマーケターなどによる運営をしている。

## 沿革
- 2012年 - 当法人の前身となるシニアマーケティング勉強会が発足
- 2019年 - 一般社団法人人生100年時代協議会（AGE100）設立
- 2023年 - 代表理事の移住に伴い解散が発表され、事業の一部を別会社に移管

## 著書
- 2019年 『50代からのゆるふわ充実「人生振り返り」チェックBOOK』（スターティアラボ、ISBN 978-4909745460）